# 佛羅倫斯國立考古博物館
佛羅倫斯國立考古博物館（義大利語：Museo archeologico nazionale di Firenze）是位於義大利中部佛羅倫斯的一座考古學博物館。

## 历史
博物館所在宫殿創建於1620年。1870年博物馆由维托里奥·埃马努埃莱二世创建。博物館中的很多藏品系來自梅第奇家族和洛林家族的收藏。博物館還尤其以其收藏的古埃及時代的藏品而聞名。

## 外部連結
- Egyptian Museum, Florence （页面存档备份，存于） （意大利文）
- National Archeological Museum, Florence （页面存档备份，存于） （意大利文）
- Museums in Florence – National Archaeological Museum（页面存档备份，存于）